# Schöffengrund
Schöffengrund – miejscowość i gmina w Niemczech, w kraju związkowym Hesja, w rejencji Gießen, w powiecie Lahn-Dill.

## Współpraca
Miejscowości partnerskie:
- Chauray, Francja
- Langewiesen, Turyngia